# 科赫特拉-耶爾韋
科赫特拉-耶爾韋是愛沙尼亞東北部东维鲁县的一個城市型市镇。市镇面积为39平方公里，2021年时人口数量为32,897人。
科赫特拉-耶爾韋建立於1924年，并在1946年設市。科赫特拉-耶爾韋是一座工業城市。擁有一家大型的石化工廠。市内的種族構成也十分多樣，有近40個民族在這里居住，并且愛沙尼亞人只占當地人口的21%。科赫特拉-耶爾韋是愛沙尼亞的第五大城市。

## 市区
科赫特拉-耶爾韋市由分散在东维鲁县北部的五块市区组成。行政中心在耶尔韦（Järve）市区内。

## 外部連結
- 官方網站 （页面存档备份，存于） （文） （俄文）